# Salomon de Bray

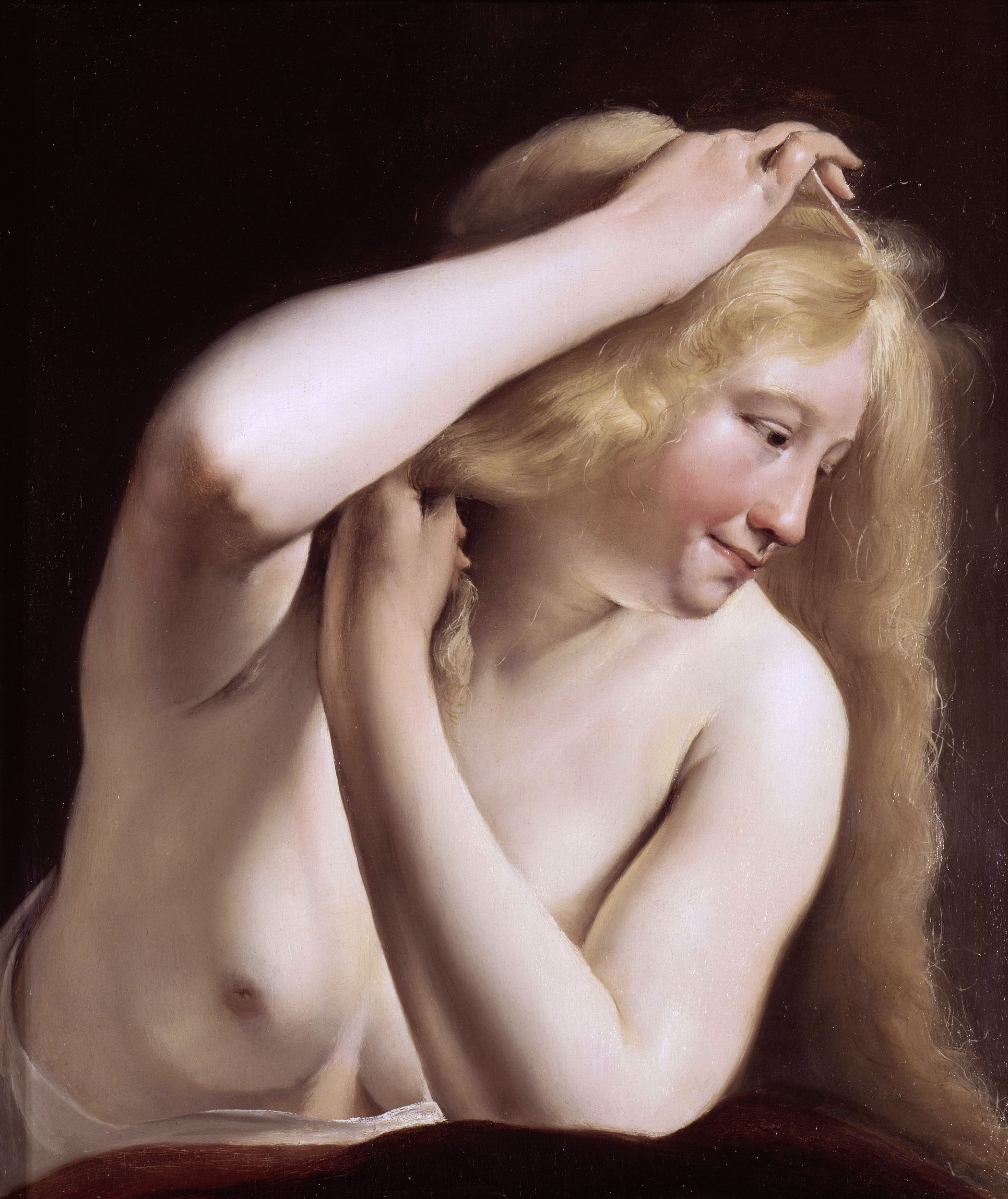
Studium młodej kobiety, 1635, Luwr

Salomon de Bray (ur. 1597 w Amsterdamie, zm. 11 maja 1664 w Haarlemie) – holenderski malarz, rysownik, projektant, architekt, urbanista i poeta.
Od 1617 roku do śmierci przebywał w Haarlemie, gdzie jego nauczycielami byli prawdopodobnie Hendrik Goltzius i Cornelis van Haarlem. Był wszechstronnie uzdolniony artystą, malował obrazy o tematyce historycznej, portrety i pejzaże, brał udział w pracach dekoracyjnych rezydencji królewskiej Huis ten Bosch w Hadze. Po 1640 roku znalazł się pod wpływem twórczości Rembrandta. Przez całe życie był też aktywnym i zdolnym rysownikiem, przed przystąpieniem do malowania i projektów architektonicznych wykonywał wiele szkiców przygotowawczych.
Salomon de Bray przewodniczył haarlemskiej gildii św. Łukasza i brał udział w jej reorganizacji. W 1631 przygotował nowy statut dla cechu, który jednak nigdy nie został ratyfikowany. Artysta zaangażował się również jako architekt w szereg projektów, m.in. w rozbudowę ratusza i kościoła św. Anny w Haarlemie i budowę sierocińca w Nijmegen. W 1631 wydał książkę Architectura Moderna poświęconą pracom architekta Hendricka de Keysera. Praca zawierała liczne ryciny z komentarzami autora. W traktacie o architekturze pt. Bedenckingen over het uytleggen en vergrooten der stadt Haarlem, który ukazał się w 1661 roku, przedstawił swoją opinię na temat proponowanego rozwoju Haarlemu. Był również autorem zbioru poezji miłosnej, projektował też przedmioty ze srebra.
Aktywne życie artysty przerwała epidemia dżumy, która stała się też przyczyną śmierci jego żony i czwórki z dziesięciorga dzieci. Trzech pozostałych przy życiu synów również zostało malarzami, największe uznanie zdobył Jan de Bray.

## Dzieła artysty
- Ofiara Abrahama – Sztokholm
- Popiersie damy – Gandawa
- Sierota – Haga
- Jael, Debora i Barak –  1635, panel 87 x 72 cm, Museum Catharijneconvent, Utrecht
- Triumfalna procesja z muzykantami –  1649, olej na płótnie 385 x 205 cm, Huis ten Bosch Palace, Haga
- Odyseusz i Kirke –  1650–1655, olej na płótnie 11 x 92 cm, kolekcja prywatna
- Eliezer i Rebeka –  1660, olej na płótnie 90 x 156 cm, Musée de la Chartreuse, Douai